# Байтуганський сільський округ
Байтуга́нський сільський округ (каз. Байтуған ауылдық округі, рос. Байтуганский сельский округ) — адміністративна одиниця у складі Нуринського району Карагандинської області Казахстану. Адміністративний центр — село Байтуган.
Населення — 938 осіб (2021; 1297 у 2009, 1668 у 1999, 1766 у 1989).
Станом на 1989 рік існувала Новокарповська сільська рада (села Байтуган, Жанакурилис, Карой). Пізніше село Карой утворило окремий Каройський сільський округ. До 2018 року округ називався Новокарповським.

## Склад
До складу округу входять такі населені пункти:
| Населений пункт   | Населення, осіб (1989) | Населення, осіб (1999) | Населення, осіб (2009) | Населення, осіб (2021) |
| ----------------- | ---------------------- | ---------------------- | ---------------------- | ---------------------- |
| Байтуган, село    | 1472                   | 1359                   | 1052                   | 823                    |
| Жанакурилис, село | 294                    | 309                    | 245                    | 115                    |